# Addition matricielle

Illustration d'une addition matricielle

L'addition matricielle est une opération mathématique qui consiste à produire une matrice qui est le résultat de l'addition de deux matrices de même type.

## Processus d'addition
L'addition des matrices est définie pour deux matrices de même type.
La somme de deux matrices de type (m, n), {\displaystyle A=(a_{ij})} et {\displaystyle B=(b_{ij})}, notée A + B, est à nouveau une matrice {\displaystyle (c_{ij})} de type (m, n) obtenue en additionnant les éléments correspondants, i.e.,
pour tous i, j, {\displaystyle c_{ij}=a_{ij}+b_{ij}~}
Par exemple:
{\displaystyle {\begin{pmatrix}1&3\\1&0\\1&2\end{pmatrix}}+{\begin{pmatrix}0&0\\7&5\\2&1\end{pmatrix}}={\begin{pmatrix}1+0&3+0\\1+7&0+5\\1+2&2+1\end{pmatrix}}={\begin{pmatrix}1&3\\8&5\\3&3\end{pmatrix}}}
L'ensemble des matrices de type (m, n) avec la loi d'addition forment un groupe abélien.
Cette notion d'addition des matrices provient de celle des applications linéaires; si A et B sont interprétées comme des matrices d'applications linéaires relativement à des bases données, alors la matrice somme A+B représente la matrice de la somme des deux applications linéaires par rapport à ces mêmes bases.

## La somme directe
Pour toutes matrices quelconques A (de taille m × n) et B (de taille p × q), il existe la somme directe de A et B, notée {\displaystyle A\oplus B} et définie par :
{\displaystyle A\oplus B={\begin{pmatrix}a_{11}&\cdots &a_{1n}&0&\cdots &0\\\vdots &\cdots &\vdots &\vdots &\cdots &\vdots \\a_{m1}&\cdots &a_{mn}&0&\cdots &0\\0&\cdots &0&b_{11}&\cdots &b_{1q}\\\vdots &\cdots &\vdots &\vdots &\cdots &\vdots \\0&\cdots &0&b_{p1}&\cdots &b_{pq}\end{pmatrix}}}
Par exemple :
{\displaystyle {\begin{pmatrix}1&3&2\\2&3&1\end{pmatrix}}\oplus {\begin{pmatrix}1&6\\0&1\end{pmatrix}}={\begin{pmatrix}1&3&2&0&0\\2&3&1&0&0\\0&0&0&1&6\\0&0&0&0&1\end{pmatrix}}}